# تيم ريان
تيم ريان (بالإنجليزية: Tim Ryan)‏ (10 ديسمبر 1974 بستوكبورت في المملكة المتحدة - ) هو مدرب كرة قدم ولاعب كرة قدم بريطاني في مركز الدفاع. شارك مع منتخب إنجلترا لكرة القدم C ‏. أما مع النوادي، فقد لعب مع سكونثورب يونايتد ونادي بيتربورو يونايتد ونادي دونكاستر روفرز ونادي ساوثبورت ونادي تشستر سيتي وBuxton F.C. ‏ ونادي ستاليبريدج سيلتيك ونادي ألترينتشام ونادي هاروجيت تاون ونادي بوسطن يونايتد ونادي برادفورد بارك أفنيو ودارلينجتون إف سى.

## وصلات خارجية
- تيم ريان على موقع قاعدة بيانات كرة القدم.إي يو (الإنجليزية)
- تيم ريان على موقع Soccerbase.com (لاعب) (الإنجليزية)